# 鄭烱明
鄭烱明（1948年—），台南市人，先後就讀省立高雄中學、中山醫學院醫科。曾任高雄市立大同醫院內科主治醫師，目前自行開業行醫。是台灣文學本土派相當重要的詩人，以及重要的台灣文學運動人士。

## 文學履歷
1968年加入笠詩社。1982年與葉石濤等南部作家創辦《文學界》雜誌，該雜誌是當時台灣文學本土派重要的作品發表空間，任發行人；《文學界》停辦以後，又與一些學者、作家創辦《文學台灣》，成為該刊的發行人。曾任台灣筆會理事長、笠詩社社長、2005年高雄世界詩歌節策畫人、2007年台蒙詩歌節策畫人，現在是文學台灣基金會、鍾理和文教基金會董事長。

## 作品及獲獎情況
著有《歸途》、《悲劇的想像》、《蕃薯之歌》 、《最後的戀歌》、《鄭炯明詩選》、《三稜鏡》 、《三重奏》、《永遠的愛》。其主編的詩集有《台灣精神的崛起》(笠詩社)、《混聲合唱》(春暉出版社)。其獲獎多次，1969年榮獲全國優秀青年詩人獎、1978與1979年分別榮獲吳濁流新詩佳作獎、1982年獲得第二屆笠詩創作獎、1983年獲得吳濁流新詩獎、鳳邑文學獎、南瀛文學獎、高雄市文藝獎。

## 作詩的理念
鄭烱明認為台灣六、七○年代風行的超現實主義詩作，其作者「用時代隔閡的語言寫詩，即是逃避的文學，寫現實中沒有的東西，那是欺騙的文學」，因此主張要「以平易的語言，寫出植根於現實生活的詩」，並強調自己的創作理念，寫道：「我寫詩，因為我關心這個社會，我不要做一個活在時代裂縫的人。」台灣文學評論者彭瑞金認為，詩的時代性與社會性是鄭烱明寫作的兩大支柱，也是其詩「進入本土精神的兩段途徑」(彭瑞金‧語)。

## 出處及註解
1. ↑  現在已為台南市的一部份。
2. ↑  現在成為高雄市立高雄高級中學。
3. ↑  國立台灣文學館/編著，《遇見台灣詩人一百：一百位詩人簡介》，2011年「遇見台灣詩人一百」展覽的小冊子，頁30。
4. ↑   《歸途》、《悲劇的想像》、《最後的戀歌》由笠詩社出版，《蕃薯之歌》由春暉出版社出版。
5. ↑  是鄭烱明、曾貴海、江自得的合集。
6. ↑  彭瑞金/著，《台灣新文學運動40年》，高雄市：春暉出版社，1997年。頁199。

- 台灣作家作品目錄資料庫——鄭烱明 （页面存档备份，存于）